# Roman Schneider
Roman Schneider (* 17. Mai 1982) ist ein Schweizer Radballspieler beim RS Altdorf und Radball-Weltmeister (2012).

## Karriere
Er begann seine Karriere beim RMV Mosnang. 1998 gewann er bei den Junioren zum ersten Mal eine Goldmedaille an der Schweizer Meisterschaft zusammen mit Marc Meyer. In den folgenden beiden Jahren gewann er mit Marc Meyer auch in der 1. Liga und der NLB und stieg bis in die NLA auf. Ab 2001 spielte er mit Reto Gmür zusammen und gewann gleich im ersten Jahr die Schweizer Meisterschaft. Damit qualifizierten sie sich für die WM 2001, wo sie den vierten Schlussrang belegten. In den folgenden Jahren spielte er noch zwei Jahre mit Reto Gmür, dann noch ein Jahr mit Marc Meyer, und nach einem weiteren Jahr in der NLA mit Markus Schönenberger legte er zwei Jahre Pause ein.
Gegen Ende der Saison 2007 wechselte er zum Radsport Altdorf und spielt seither mit Dominik Planzer zusammen. Schon nach wenigen Wochen gewannen sie gemeinsam den Weltcup-Final und konnten diesen Titel zwei Jahre später beim Weltcup 2009 sogar noch wiederholen. Es folgten noch vier Schweizer-Cup-Siege und drei Schweizer-Meister-Titel. Bei der WM 2011 konnten sie sich wiederum für die Weltmeisterschaften qualifizieren und belegten den zweiten Schlussrang. Im folgenden Jahr wurden sie an der WM in Aschaffenburg sogar Weltmeister. Im nächsten Jahr konnten sie ihren Weltmeister-Titel nicht verteidigen und holten Bronze. Nur zwei Wochen später gewannen sie dafür ihren dritten Gesamtweltcup-Titel.
Im November 2017 startete Schneider mit Dominik Planzer bei den Hallenradsport-Weltmeisterschaften 2017 im österreichischen Dornbirn. Da Dominik Planzer seine aktive Karriere kurz darauf beendete, spielte Roman Schneider danach zusammen mit Paul Looser (Silbermedaille in der Schweizer Meisterschaft 2019) und später mit Fabian Hauri (Bronzemedaille in der Schweizer Meisterschaft 2021).
Im März 2018 wurden Roman Schneider und Dominik Planzer mit der «Altdorfer Medaille» ausgezeichnet.

## Auszeichnungen
- 2018 Altdorfer Medaille

## Erfolge
- Weltmeisterschaft
  -  Weltmeister 2012
  -  Silbermedaille 2011, 2014, 2015, 2016
  -  Bronzemedaille 2013, 2017
- Gesamtweltcup
  - 1. Rang 2007, 2009, 2013, 2015
- Schweizer Meisterschaft
  - 1. Rang 2001, 2008, 2011, 2012, 2014, 2015, 2016, 2017
  - 2. Rang 2002, 2009
  - 3. Rang 2010, 2013
- Schweizer Cup
  - 1. Rang 2010, 2011, 2012, 2013, 2014, 2015, 2017
  - 2. Rang 2008, 2009, 2016

### Weltcup-Statistik
| Jahr                    | Partner              | 1. T.          | 2. T.          | 3. T.          | 4. T.          | Punkte | Quali | Final        |
| ----------------------- | -------------------- | -------------- | -------------- | -------------- | -------------- | ------ | ----- | ------------ |
| 2002                    | Reto Gmür            | Bronzemedaille | 4              | 5              | Bronzemedaille | 145    | 8     | –            |
| 2003                    | Lukas Schönenberger  | Silbermedaille | 9              | 6              | –              | 86     | 10    | –            |
| 2004                    | Marc Meyer           | Silbermedaille | –              | –              | –              | 45     | 17    | –            |
| 2005                    | Markus Schönenberger | 11             | 8              | –              | –              | 30     | 20    | –            |
| 2006                    | –                    | –              | –              | –              | –              | –      | –     | –            |
| 2007                    | Dominik Planzer (a)  | –              | –              | –              | –              | –      | –     | Goldmedaille |
| 2008                    | Dominik Planzer      | Bronzemedaille | Goldmedaille   | 5              | Goldmedaille   | 170    | 2     | 8            |
| 2009                    | Dominik Planzer      | Bronzemedaille | Goldmedaille   | 6              | 4              | 150    | 4     | Goldmedaille |
| 2010                    | Dominik Planzer      | 5              | Silbermedaille | Goldmedaille   | Goldmedaille   | 175    | 2     | 7            |
| 2011                    | Dominik Planzer      | 5              | 4              | Silbermedaille | Goldmedaille   | 160    | 4     | 7            |
| 2012                    | Dominik Planzer      | 4              | Goldmedaille   | Goldmedaille   | Silbermedaille | 180    | 2     | 5 (b)        |
| 2013                    | Dominik Planzer      | Bronzemedaille | Goldmedaille   | Silbermedaille | Goldmedaille   | 185    | 1     | Goldmedaille |
| 2014                    | Dominik Planzer      | Silbermedaille | Silbermedaille | Silbermedaille | 4              | 170    | 4     | 4            |
| 2015                    | Dominik Planzer      | Silbermedaille | Goldmedaille   | Silbermedaille | Bronzemedaille | 180    | 2     | Goldmedaille |
| 2016                    | Dominik Planzer      | Silbermedaille | Silbermedaille | 4              | Silbermedaille | 170    | 5     | 5            |
| 2017                    | Dominik Planzer      | Goldmedaille   | Silbermedaille | Silbermedaille | –              | 140    | 1     | 4            |
| Stand: 3. Dezember 2017 |                      |                |                |                |                |        |       |              |

Teilnahmen:  60

 Goldmedaillen:  15

 Silbermedaillen:  16

 Bronzemedaillen:  6

| Legende |
| --- |
| - Jahr: Nennt das Jahr des Weltcups. - Partner: Spielpartner in diesem Weltcup-Jahr. - 1. T.: (1. Turnier, von 4) Rang des Sportlers in diesem Turnier. - Punkte: Weltcup-Punkte, die der Spieler am Ende der Qualifikation hatte. - Quali: Rang am Ende der Qualifikation. - Finale: Rang im Finale, falls dieses erreicht wurde. |